# Yessongs
Albums de Yes
Close to the Edge
(1972) Tales from Topographic Oceans
(1973)
Yessongs est le premier album live du groupe de rock progressif britannique, Yes. Il est sorti le 18 mai 1973 sur le label Atlantic Records et a été produit par le groupe et Eddie Offord. Publié à l'origine sur trois disques vinyles, sa réédition sortira sous forme de deux CD.

## Historique
Après avoir terminé sa tournée en avril 1973, le groupe sélectionne pour cet album des enregistrements en concerts de ses tournées de février à décembre 1972, présentant les albums Fragile  et Close to the Edge. Ils sont édités et remixés avec le producteur et ingénieur du son du groupe, Eddy Offord. Trois pièces incluent le batteur original Bill Bruford, tandis que les autres présentent son successeur, Alan White. Les enregistrements proviennent de concerts donnés aux États-Unis, au Canada et de celui donné au Rainbow Theatre de Londres. Les titres représentent les album The Yes Album, Fragile et Close to the Edge ainsi qu'un meddley des titres provenant de l'albums solo de Rick Wakeman (The Six Wives of Henry VIII).
Yessongs reçoit un accueil plutôt positif de la part des critiques, et la plus grande grande partie des critiques est dirigée contre sa qualité sonore. Cependant, l'album est un succès commercial pour le groupe, atteignant la septième place  des charts britanniques et la douzième place du  Billboard 200 américain. En 1998, l'album est certifié disque de platine par la Recording Industry Association of America pour avoir été vendu à plus d'un million d'exemplaires aux États-Unis.
En 2015, des enregistrements de sept spectacles de la fin de 1972, y compris ceux qui ont été utilisés sur Yessongs, sont diffusés dans leur intégralité sur le coffret Progeny: Seven Shows from Seventy-Two.

## Liste des titres
| 1. | Opening (Excerpt from Firebird Suite) | Igor Stravinsky                        | 20 novembre 1972 – Uniondale (État de New York)  | 3:47  |
| 2. | Siberian Khatru                       | Jon Anderson, Steve Howe, Rick Wakeman | 15 novembre 1972 – Knoxville (Tennessee)         | 9:03  |
| 3. | Heart of the Sunrise                  | Anderson, Bill Bruford, Chris Squire   | 12 novembre 1972 – Greensboro (Caroline du Nord) | 11:33 |

| 1. | Perpetual Change                                                                   | Anderson, Squire                | 19/23 février 1972 – New York                    | 14:12 |
| 2. | And You and I (Cord of Life / Eclipse / The Preacher the Teacher / The Apocalypse) | Anderson, Bruford, Howe, Squire | 12 novembre 1972 – Greensboro (Caroline du Nord) | 9:33  |

| 1. | Mood for a Day                            | Howe           | 20 novembre 1972 – Uniondale (État de New York)                                            | 2:53 |
| 2. | Excerpts from The Six Wives of Henry VIII | Wakeman        | 15 novembre 1972 – Knoxville, Tennessee et 20 novembre 1972 – Uniondale (État de New York) | 6:37 |
| 3. | Roundabout                                | Anderson, Howe | 1er novembre 1972 – Ottawa, Canada                                                         | 8:33 |

| 1. | I've Seen All Good People (Your Move / All Good People)      | Anderson, Squire | 12 novembre 1972 – Greensboro (Caroline du Nord) | 7:09  |
| 2. | Long Distance Runaround / The Fish (Schindleria Praematurus) | Anderson, Squire | 19/23 février 1972 – New York                    | 13:37 |

| 1. | Close to the Edge (The Solid Time of Change / Total Mass Retain / I Get Up, I Get Down / Seasons of Man) | Anderson, Howe | 15 et 16 décembre 1972 – Londres | 18:13 |

| 1. | Yours Is No Disgrace                                | Anderson, Squire, Howe, Bruford, Tony Kaye | 15 novembre 1972 – Knoxville, Tennessee | 14:23 |
| 2. | Starship Trooper (Life Seeker / Disillusion / Würm) | Anderson, Howe, Squire                     | 15 et 16 décembre 1972 – Londres        | 10:08 |

## Musiciens
- Jon Anderson : chant, percussions
- Steve Howe : guitare (seul sur Mood for a day)
- Chris Squire : basse
- Rick Wakeman : claviers (seul sur The Six Wives)
- Alan White : batterie sauf sur Perpetual Change et Long Distance Runaround/The Fish
- Bill Bruford : batterie sur Perpetual Change et Long Distance Runaround/The Fish

## Charts et certifications
Charts
| Pays                            | Durée du classement | Meilleur classement | Date            |
| ------------------------------- | ------------------- | ------------------- | --------------- |
| Allemagne (GfK Entertainment)   | 12 semaines         | 28e                 | 15 juillet 1973 |
| Australie (Go Set Albums Chart) | 20 semaines         | 8e                  | 4 août 1973     |
| Canada (RPM)                    | 20 semaines         | 8e                  | 14 juillet 1973 |
| États-Unis (Billboard 200)      | 32 semaines         | 12e                 | 23 juin 1973    |
| Italie (FIMI)                   | 12 semaines         | 9e                  | 8 octobre 1973  |
| Royaume-Uni (UK Albums Chart)   | 13 semaines         | 7e                  | 20 mai 1973     |

Certifications
| Pays       | Certification | Ventes      | Date              |
| ---------- | ------------- | ----------- | ----------------- |
| Allemagne  | Or            | 250 000 +   | 1979              |
| Canada     | Or            | 50 000 +    | 1er décembre 1976 |
| États-Unis | Platine       | 1 000 000 + | 10 avril 1998     |